# Balz Trümpy
Balz Trümpy (* 4. August 1946 in Basel) ist ein Schweizer Komponist.
Trümpy erhielt seine musikalische Ausbildung am Konservatorium Basel bei Rolf Mäser und Paul Baumgartner (Klavier), Jacques Wildberger und Robert Suter (Musiktheorie) und Gerald Bennett (Komposition). Anschliessend studierte er bei Luciano Berio in Rom, dessen Assistent er war. Von 1979 bis 2011 war er Professor für Musiktheorie und Komposition an der Hochschule für Musik in Basel, 1982 bis 1987 war er stellvertretender Leiter des Konservatoriums. Trümpys Werke werden im In- und Ausland und an bedeutenden Festivals aufgeführt.  
Trümpys Werke werden in Europa, Amerika und Asien gespielt, u. a. an wichtigen Festivals wie Donaueschinger Musiktage, Lucerne Festival, Musikfeste des schweizerischen Tonkünstlervereins, Weltmusiktage der IGNM. 2012 war er Composer in Residence am Davos Festival. Er arbeitet mit bekannten Künstlern zusammen: Heinrich Schiff, Kurt Widmer, Hansheinz Schneeberger, Basler Madrigalisten, Szymanowski Quartett, Ensemble EUNOIA, El Cimarron Ensemble und mit dem Metal Musiker Martin Eric Ain (Gründungsmitglied von Hellhammer und Celtic Frost), für die er zum Teil Auftragskompositionen schrieb. Auftragswerke für Pro Helvetia, Musikkreditkommission Basel, Basel Sinfonietta, Sinfonieorchester Basel.
Im August 2006 hat er den Kompositionswettbewerb aus Anlass des 200-jährigen Bestehens des Luzerner Sinfonieorchesters (LSO) gewonnen. Das ausgezeichnete Orchesterwerk Proteus wurde am 20. Juni im KKL Luzern 2007 uraufgeführt.

## Schriften
- Komponieren in der Zeit. Schaub, Reinach 1991.
- Die Raumvorstellung in Schuberts Harmonik. Musikreflexionen 5, 1995.
- Zeit für Zeit. Hrsg. Leo Jenni, 1998.
- Zeiträume – Raumzeiten. Hrsg. Annette Landau, 2004.
- In der Tiefe oder an der Oberfläche? Hrsg. Walter Fähndrich, 2007.
- Ist Musik eine Zeitkunst. Hrsg. Margret Kaiser-El-Safti, 2012.
- Der Kern liegt irgendwo dazwischen. Hrsg. Ralf Kubicek, 2014.
- Harmonische Felder. Ganzheitliches Denken bei Luciano Berio. Hrsg. Michael Kunkel, 2013.
- Eusebius und Florestan als Kontrapunktiker. Hrsg. Jean-Jacques Dünki, 2014.

## Auszeichnungen
- 1977: Kunstpreis des Lions-Club Basel
- 2006: Kompositionswettbewerb aus Anlass des 200-jährigen Bestehens des Luzerner Sinfonieorchesters